# Face Dances
Albums de The Who
Who Are You
(1978) It's Hard
(1982)
Singles
1. You Better You Bet
Sortie : 21 mars 1981
2. Don't Let Go the Coat
Sortie : 5 mai 1981

Face Dances est le neuvième album studio des Who sorti en 1981. C'est leur premier album avec Kenney Jones comme batteur, à la suite du décès de Keith Moon.

## Pochette
La pochette de l'album, conçue par Peter Blake, est divisée en seize cases. Chaque case contient un portrait d'un membre du groupe par un artiste britannique, chaque membre étant représenté quatre fois. Y ont participé (de gauche à droite et de haut en bas) Bill Jacklin, Tom Phillips, Colin Self, Richard Hamilton, Michael Andrews, Allen Jones, David Inshaw, David Hockney, Clive Barker, R. B. Kitaj, Howard Hodgkin, Patrick Caulfield, Peter Blake lui-même, Joe Tilson, Patrick Procktor et David Tindle.

## Liste des titres
Toutes les chansons sont écrites et composées par Pete Townshend, sauf indication contraire.
| 1. | You Better You Bet     |                | 5:36 |
| 2. | Don't Let Go the Coat  |                | 3:43 |
| 3. | Cache Cache            |                | 3:57 |
| 4. | The Quiet One          | John Entwistle | 3:09 |
| 5. | Did You Steal My Money |                | 4:10 |

| 6. | How Can You Do It Alone |                | 5:26 |
| 7. | Daily Records           |                | 3:27 |
| 8. | You                     | John Entwistle | 4:30 |
| 9. | Another Tricky Day      |                | 4:55 |

La réédition CD de Face Dances parue chez MCA en 1997 contient cinq titres bonus, trois chutes studio et deux enregistrés en concert :
| 10. | I Like Nightmares                                                                                             |                | 3:09 |
| 11. | It's in You                                                                                                   |                | 4:59 |
| 12. | Somebody Saved Me (reprise sur l'album solo de Pete Townshend All the Best Cowboys Have Chinese Eyes en 1982) |                | 5:31 |
| 13. | How Can You Do It Alone (en concert au Chicago International Amphitheater le 8 décembre 1979)                 |                | 5:24 |
| 14. | The Quiet One (en concert au Shea Stadium le 13 octobre 1982)                                                 | John Entwistle | 4:28 |

## Musiciens
- The Who :
  - Roger Daltrey : chant
  - Pete Townshend : guitare, claviers, chœurs, chant sur I Like Nightmares, Somebody Saved Me et How Can You Do It Alone
  - John Entwistle : basse, chœurs, chant sur The Quiet One
  - Kenney Jones : batterie

- Musicien supplémentaire :
  - John « Rabbit » Bundrick : claviers

### Équipe de production
- Bill Szymczyk : producteur, ingénieur du son
- Chris Charlesworth, Bill Curbishley, Robert Rosenberg : producteurs exécutifs
- Allen Blazek : ingénieur du son
- Jimmy Patterson, Teri Reed : ingénieurs du son assistants
- Greg Fulginiti, Ted Jensen : mastering
- Peter Blake : conception de la pochette